# Unterdambach (Gemeinde Garsten)
Unterdambach ist eine Ortschaft und eine Katastralgemeinde in der Marktgemeinde Garsten in Oberösterreich.
Die Ortschaft befindet sich im südöstlich von Garsten gelegenen Dambachtal, welches sich hufeisenförmig zwischen den Damberg (807 m ü. A.), dem Schwarzberg (838 m ü. A.), dem Blabergkogel (748 m ü. A.), dem Sonnberg (777 m ü. A.), dem Sturzberg (741 m ü. A.) und dem Buchberg (542 m ü. A.) bettet. Um 1850 gab es in Dambach über 30 Nagelschmieden, deren Erzeugnisse bis Ungarn verkauft wurden. Hergestellt wurden Nägel aller Art, wobei zunächst mit Hilfe von Zainhämmern das aus den Eisenwurzen angelieferte Roheisen gestreckt und danach die Eisenstäbe in den Nagelschmieden mit Nagelköpfen versehen wurden.

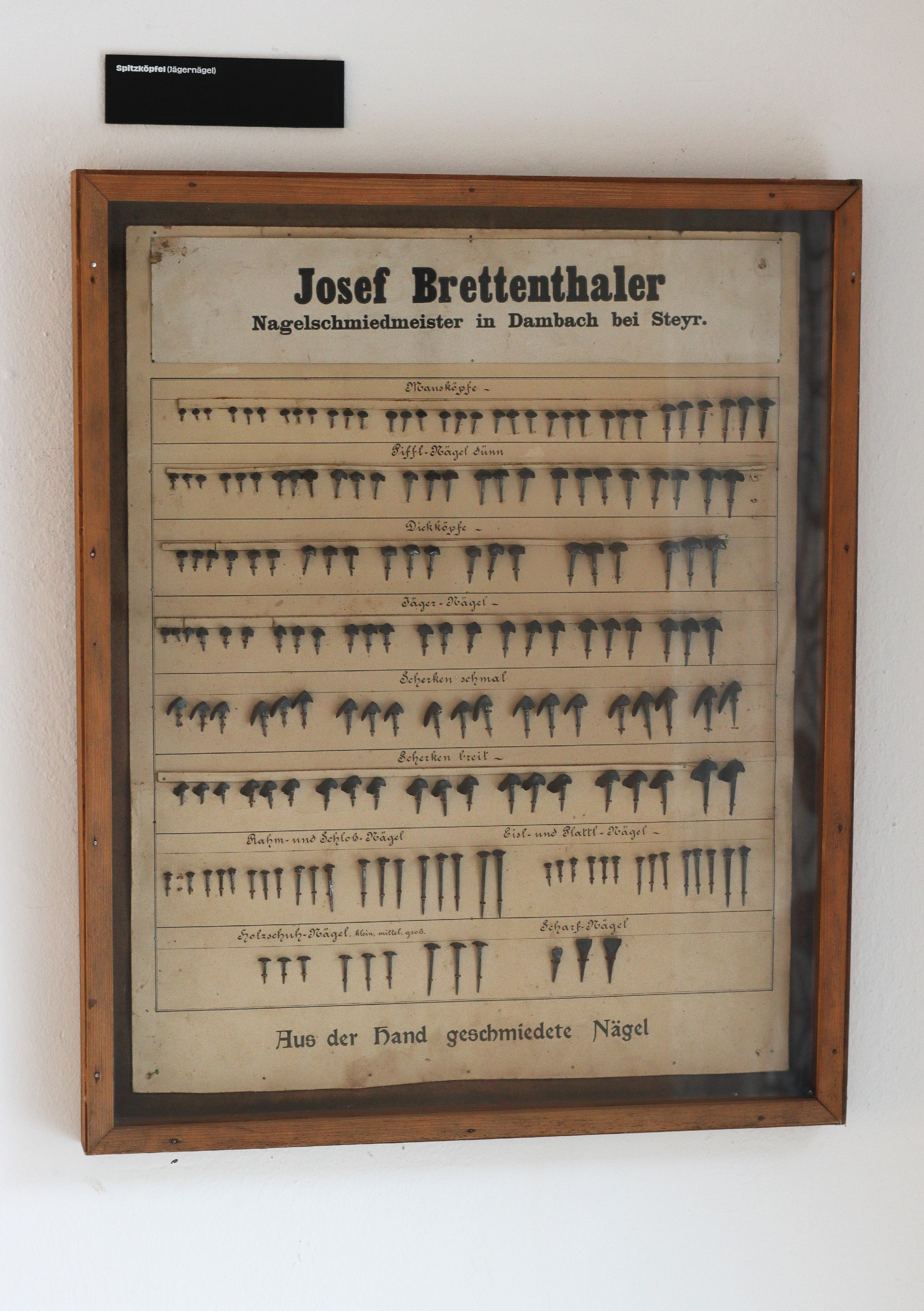
Schautafel des Meisters Josef Brettenthaler
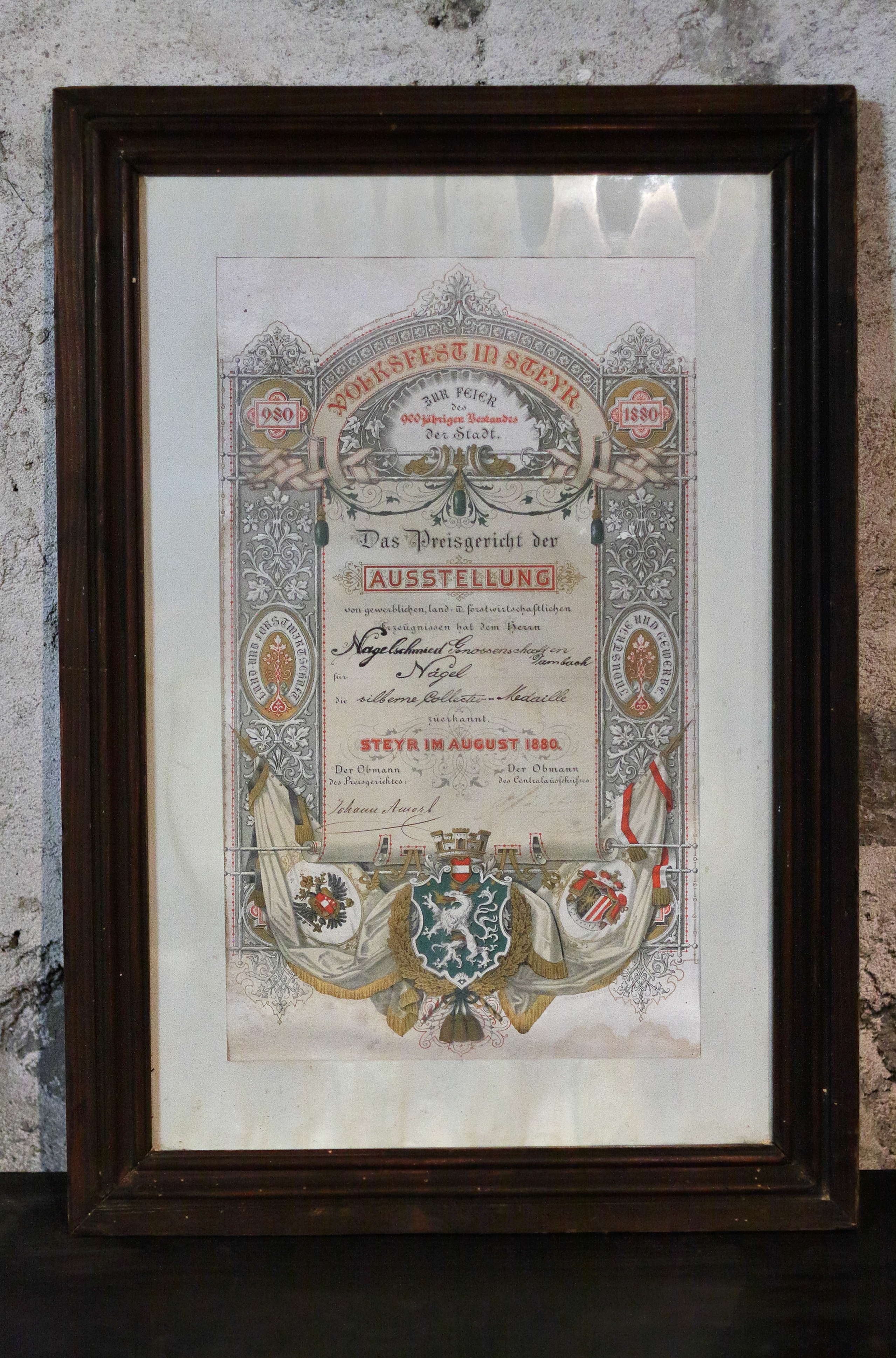
Preisurkunde für die Nagelschmied-Genossenschaft (1880)